# Buffalo, New York
Buffalo là thành phố đông dân thứ 2 ở tiểu bang Hoa Kỳ New York, chỉ sau Thành phố New York. Nằm ở phía tây New York bên bờ hồ Erie và trên đỉnh sông Niagara. Buffalo là thành phố chính của vùng đô thị Buffalo-Niagara Falls và là quận lỵ của quận Erie. Theo ước tính năm 2000, thành phố có dân số 292.648 người và khu vực đô thị thống kê kết hợp Buffalo–Niagara–Cattaraugus có dân số là 1.254.066 người.

## Từ nguyên
Thành phố Buffalo nhận được tên của nó từ một con lạch gần đó được gọi là Buffalo Creek. Kỹ sư quân sự người Anh, đại úy John Montresor đã nhắc tới "Buffalo Creek" trong tạp chí năm 1764 của ông, có thể là sự xuất hiện sớm nhất của tên gọi này.
Có một số giả thuyết về tên Buffalo Creek. Tên của nó bắt nguồn từ những người buôn bán lông thú của Pháp và người Mỹ bản địa gọi con lạch là  Beau Fleuve  (tiếng Pháp của "Beautiful River"), cũng có thể Buffalo Creek được đặt theo tên của Bò bison châu Mỹ, có phạm vi lịch sử có thể đã mở rộng vào Tây New York.

## Lịch sử

### Thời tiền sử và thám hiểm từ châu Âu

Một bản đồ ban đầu của làng Buffalo và các lô bên ngoài vào năm 1854. Khởi đầu là kế hoạch năm 1804 của Ellicott.

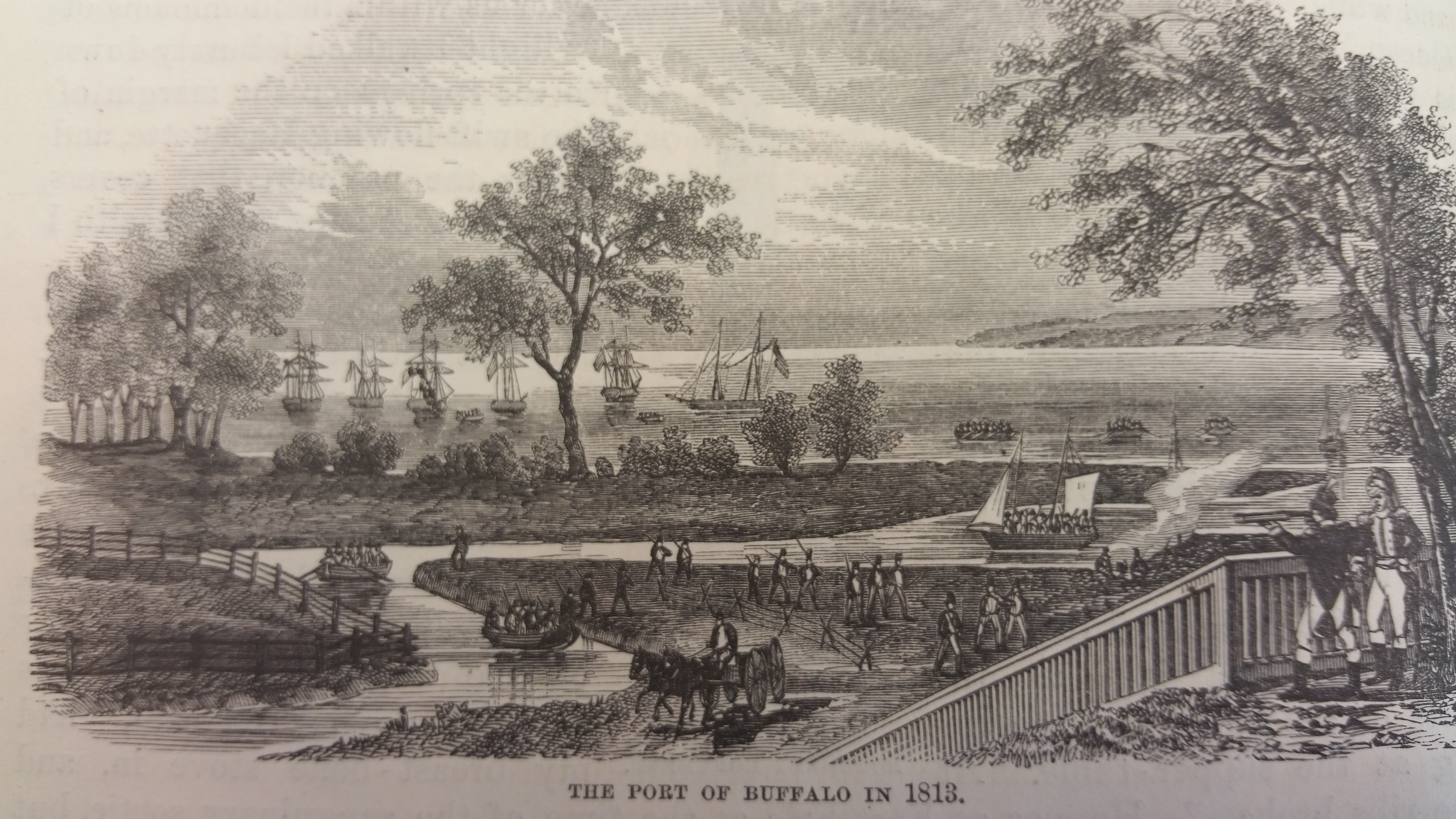
Ngôi làng Buffalo năm 1813.

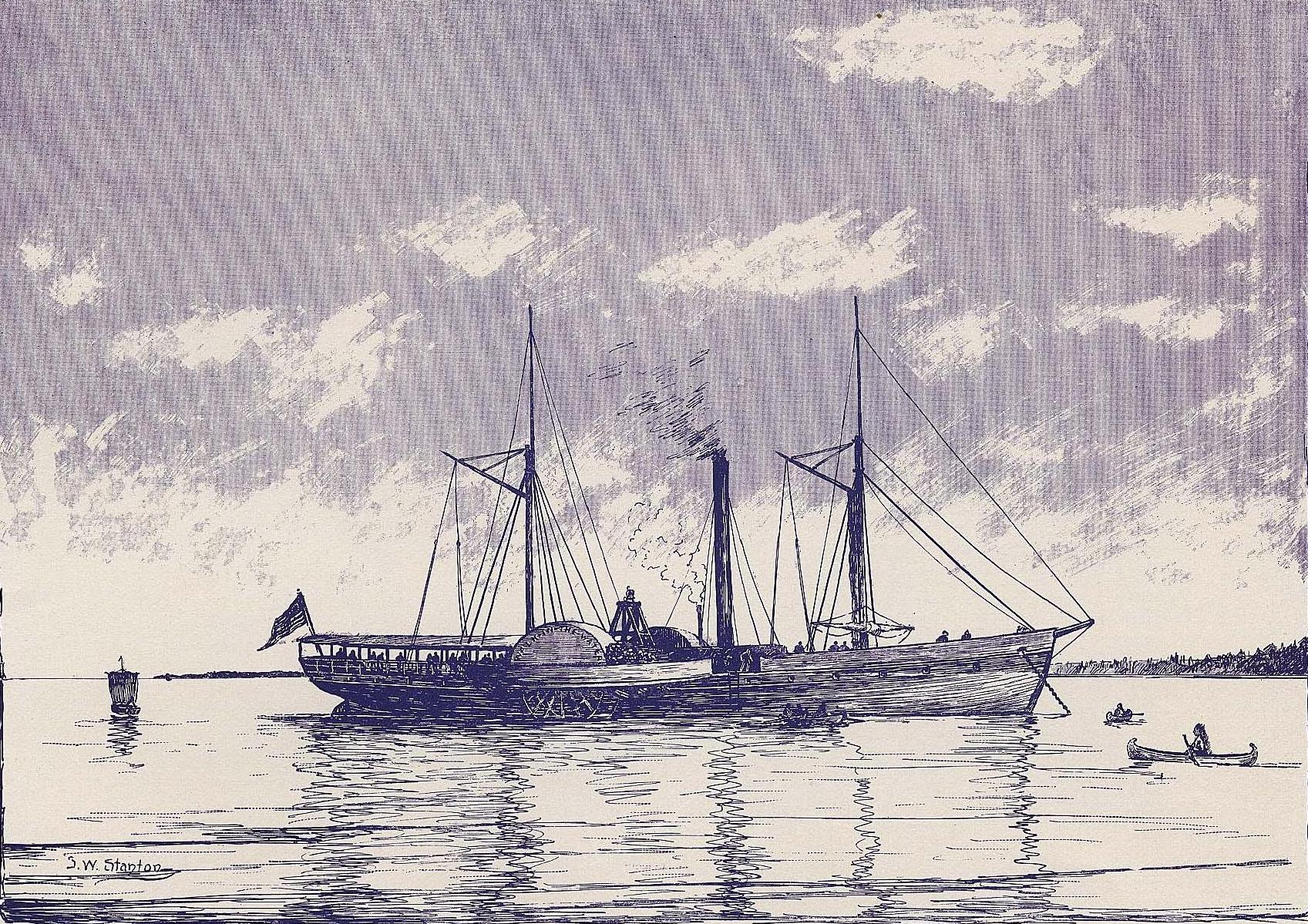
Walk-on-the-Water là chiếc thuyền hơi nước đầu tiên ra khơi hồ Erie vào năm 1818

Những cư dân đầu tiên của bang New York được cho là Paleo-Indians du mục, người di cư sau sự biến mất của Băng hà Đệ Tứ trong hoặc trước 7000 BCE.
Khoảng 1000 CE, 1.000 năm trước, Thời kỳ Woodland bắt đầu, được đánh dấu bởi sự gia tăng của Liên minh Iroquois và các bộ lạc của nó trong toàn bang.
Trong cuộc thám hiểm của Pháp về khu vực vào năm 1620, khu vực này đã bị chiếm đóng đồng thời bởi Người Erienông nghiệp, một bộ lạc bên ngoài Ngũ quốc Iroquois phía tây nam Buffalo Creek, và người Wenro hoặcWenrohronon,một bộ lạc nói tiếng Iroquoian của Quốc gia trung lập sống dọc theo bờ biển phía nam của Hồ Ontario và ở cuối phía đông của Hồ Erie và một chút bờ phía bắc của nó. Để buôn bán, người dân Trung lập kiếm sống bằng cách trồng thuốc lá và cây gai dầu để giao dịch với người Iroquois, sử dụng các con đường hoặc động vật để đi lại và di chuyển hàng hóa trên toàn tiểu bang. Những con đường này sau đó đã được lát, và bây giờ hoạt động như những con đường chính.
Sau đó, trong Cuộc chiến hải ly trong những năm 1640 - 1650, các chiến binh kết hợp của Liên minh Năm quốc gia của Iroquois đã chinh phục những người trung lập đông dân và lãnh thổ bán đảo của họ, trong khi Senecas độc chiếm Wenro và lãnh thổ của họ, c. 1651–1653. Ngay sau đó, quốc gia và lãnh thổ Erie cũng bị Iroquois phá hủy qua sự giúp đỡ của họ cho người Huron trong Cuộc chiến hải ly.
Chính Louis Hennepin và Sieur de La Salle đã thực hiện những khám phá châu Âu sớm nhất ở vùng thượng lưu Niagara và Ontario vào cuối những năm 1600. Vào ngày 7 tháng 8 năm 1679, La Salle đã hạ thủy một con tàu, Le Griffon, trở thành con tàu cỡ lớn đầu tiên đi qua Hồ Lớn, cuối cùng biến mất trong Green Bay, Wisconsin.
Sau Cách mạng Mỹ, thuộc địa của New York, giờ đây là một bang bang, bắt đầu bành trướng về phía tây, tìm kiếm vùng đất có thể ở được bằng cách theo  hướng của Iroquois. Đất gần nước ngọt có tầm quan trọng đáng kể. New York và Massachusetts đang đấu tranh cho lãnh thổ Buffalo nói trên và Massachusetts có quyền mua tất cả trừ một phần đất rộng một dặm (1600 mét). Các quyền đối với các lãnh thổ của Massachusetts đã được bán cho Robert Morris vào năm 1791, và hai năm sau đó cho Holland Land Company.
Kết quả của cuộc chiến, trong đó bộ lạc Iroquois đứng về phía Quân đội Anh, lãnh thổ Iroquois đã dần dần mất dần đất đai vào giữa-to-cuối-năm 1700 bởi những người định cư da trắng thông qua hiệp ước liên tiếp trên toàn tiểu bang, chẳng hạn như Hiệp ước Fort Stanwix (1784), các Hiệp ước đầu tiên của Buffalo Creek (1788) và Hiệp ước Geneseo (1797). Người Iroquois đã được đưa vào vùng dành riêng, bao gồm Buffalo Creek. Đến cuối thế kỷ 18, chỉ 338 dặm vuông Anh (216.000 mẫu Anh; 880 km2; 88.000 ha) vùng dành riêng vẫn còn.